# Запис шљива код школе - Јездина (Чачак)
Запис шљива код школе - Јездина (Чачак) се налази на парцели чији је власник Град Чачак.

## Локација
| Општина             | Чачак                                                                       |
| Катастарска општина | Јездина                                                                     |
| Потес               | Ратка Митровића                                                             |
| Координате          | 43° 52′ 53″ С; 20° 19′ 09″ И / 43.881399999999999° С; 20.319299999999998° И |
| Надморска висина    | 281m                                                                        |

## Карактеристике
Дендрометријске вредности утврђене на терену и сателитским снимцима:
| Стабло                     | Шљива |
| Висина стабла              | m     |
| Обим дебла                 | m     |
| Пречник крошње             | 4m    |
| Пречник дебла              | m     |
| Висина дебла до прве гране | m     |

## База записа
Запис је у оквиру Викимедија пројекта "Запис - Свето дрво" заведен под редним бројем 0925.